# Pelagarcía
Pelagarcía es una entidad de población española del municipio de Carbajosa de la Sagrada, perteneciente a la provincia de Salamanca, en la comunidad autónoma de Castilla y León.

## Historia
Hacia mediados del siglo XIX, el lugar, una alquería ya por entonces perteneciente a Carbajosa de la Sagrada, tenía contabilizada una población de cinco habitantes. Aparece descrito en el duodécimo volumen del Diccionario geográfico-estadístico-histórico de España y sus posesiones de Ultramar de Pascual Madoz con las siguientes palabras:

PELAGARCÍA: alq. en la prov. y part. jud. de Salamanca, térm. municipal de Carbajosa de la Sagrada. pobl.: 1 vec., 5 almas.
(Madoz, 1849, p. 758)

En 2023, la entidad singular de población tenía empadronados dos habitantes.